# Journi
Journi ist Anbieter von zwei gleichnamigen Apps für Smartphones und Tablets mit iOS- oder Android-Betriebssystem: Journi Print und Journi Blog. Journi Print ist eine Mobile Print-App für Fotobücher, Fotokalender und Polaroids. Bei der Erstellung von Layouts für Fotobücher und Fotokalender setzt das Unternehmen auf den Einsatz von Visual Computing und Machine Learning und kann laut eigenen Angaben eine erste Vorschau in wenigen Sekunden erstellen. Journi Blog ist eine Tagebuch-/Blog-App, um persönliche Erlebnisse automatisch in Form von Timelines (Seiten in der App zur Darstellung von Inhalten wie Bildern, Texten, Videos in einer zeitlichen Reihenfolge) festzuhalten, zu teilen und diese mit Hilfe von Machine Learning automatisch in Fotobücher umzuwandeln. Die beiden Apps werden von der Journi GmbH, mit Sitz in Wien, Österreich, betrieben.
Ende 2017 zählte Journi über 500.000 Anwender.
Mitte 2018 zählte Journi über 1.000.000 Anwender.

## Geschichte

Journi Print-Logo

Im Zuge eines Online-Kurses der Stanford University im Jahr 2012 lernten sich die drei Gründer Bianca Busetti (CPO), Christian Papauschek (CTO) und Andreas Röttl (CEO) kennen. Wenig später starteten sie ihr erstes Projekt, einen Marktplatz für Online-Reiseführer. 2014 wurde das Projekt ohne Erfolg beendet. Da Anwender des Marktplatzes das Service zum Erstellen von Reiseführern aber auch verwendeten, um eigene Reiseberichte zu erfassen und zu teilen, erfolgte der Entschluss, darauf aufzusetzen und eine Mobile App zum Erfassen von Reiseerlebnissen zu entwickeln. Ziel war es, Anwendern das Erstellen eines Reisetagebuches oder -blogs so einfach und angenehm wie möglich zu machen. Im Juni 2014 wurde die App journi im Apple App Store das erste Mal kostenlos zum Download angeboten. Im Rahmen des Go Silicon Valley Programmes der Wirtschaftskammer Österreich zog das Team von Wien nach San Francisco. Innerhalb von 10 Wochen erreichte journi über 10.000 Downloads. Das Projekt war zu diesem Zeitpunkt selbstfinanziert und generierte keine Umsätze. Das Gründungsteam traf deshalb die Entscheidung, das Projekt mit anderen Jobs und Projekten querzufinanzieren. 2015 wurde die App auch im Google Play Store erhältlich. Die App wuchs weiterhin organisch. Ende 2015 zählte die App über 50.000 Downloads. Im Sommer 2016 erhielt die Journi GmbH eine Förderung der Austria Wirtschaftsservice Gesellschaft in der Höhe von 400.000 Euro und ein Investment von Business Angels, insbesondere von Johann Hansmann, den Shpock-Gründern und der Startup300 AG. Die Gesamthöhe der Finanzierungsrunde wird auf rund eine Million Euro geschätzt. Ende 2016 hielt die App bei über 120.000 Downloads und die L.A. Times berichtete erstmals über die Reise-App. Im Jahr 2017 konnten die Downloads auf über 500.000 verfünffacht werden. Das Wachstum erfolgt laut Gründern hauptsächlich organisch (d. h. ohne Einsatz von Werbebudget). 2017 wurden erstmals auch zusätzliche Funktionen als Premium-Services in Form von Abos eingeführt und die Möglichkeit geschaffen, digitale Inhalte auf journi automatisch als Fotobücher zu bestellen. 2018 wurde die zweite App, Journi Print gestartet um Anwendern einen schnelleren Zugang zu den Printfunktionen zu bieten.
Mitte 2018 kam mit Polaroid Prints ein neues Produkt auf den Markt. Als offizieller Partner von Polaroid trägt dieses Journi-Produkt auch den Brandnamen Polaroid. Im Oktober 2018 wurde der Journi Fotobuchkalender in drei Formaten eingeführt. 2019 wurde eine weitere Finanzierungsrunde mit MairDumont Ventures realisiert. Die Details sind unbekannt. Die Apps sind in über 20 Sprachen weltweit zum Download erhältlich.

## Produkte
Die Journi App bietet folgende Produkte:

### Journi Fotobuch
Seit Juli 2017 wird es Anwendern ermöglicht Fotos aus verschiedenen Quellen (lokaler Speicher, Facebook, Instagram, Google Photos, Journi Blog) automatisch als Fotobücher zu bestellen. Dabei setzt das Unternehmen auf Automatisierung mit Hilfe von Visual Computing und Machine Learning. Das für Anwender aufwändige Layouting (Erstellen eines Layouts pro Seite) entfällt und spart Zeit. Laut Gründer erstellt die journi App ein Fotobuch mit 500 Bildern in unter 90 Sekunden. Die Fotobücher sind mit Stand Januar 2018 in 3 Formaten: Hoch-, Querformat (A4, A5) und Quadratisch (21 × 21 cm) mit Soft- oder Hardcover erhältlich. Gefertigt wird im Digitaldruckverfahren.

### Journi Fotokalender
Seit Oktober 2018 können Anwender die Journi Apps auch zum Erstellen von Fotokalender benützen. Die Kalender gibt es in 3 Formaten: A4 Hoch, A4 Quer und Quadratisch (30 × 30 cm). Gefertigt wird im Digitaldruckverfahren.

### Journi Polaroid Prints
Als offizieller Partner von Polaroid bietet Journi seit Sommer 2018 seinen Anwendern Fotos als Polaroid Prints zu bestellen. Maße und Look and Feel entsprechen dabei echten Polaroids. Tatsächlich werden die Polaroid-Prints aber im Digitaldruckverfahren gedruckt und für die Haptik mit Hilfe einer Sodex-Maschine mit UV-Lack behandelt.
Bei den Print-Produkten setzt Journi auf eine zero-Plastik-Politik. Beim Druck kommen nur FSC-zertifiziertes Papier zum Einsatz. Bei der Verpackung verzichtet man gänzlich auf Plastik, um die Umwelt zu schonen.

### Digitale Services: Basis-Mitgliedschaft
journi steht kostenlos als Download und zur Verwendung zur Verfügung. Die Betreiber setzen damit auf ein Freemium-Geschäftsmodell, bei dem wichtige Basisfunktionalitäten kostenlos vorhanden sind. Dazu zählen Stand Januar 2018:
- unlimitierter Upload von Fotos in reduzierter Qualität
- Kontrolle der Vergabe von Lese- und Schreibrechten an andere Anwender
- Teilen und Verfolgen von journi-Timelines
- Anzeige von Erlebnissen als Landkarte
- Sammeln von Reisestatistiken und -stempeln
- Entdecken und Suchen von öffentlichen journi-Timelines
- Hinzufügen von Flügen, Wetter und Sticker

### Digitale Services: Premium-Mitgliedschaft
Durch den Kauf einer journi Premium-Mitgliedschaft erhalten Anwender zusätzliche Funktionen für die Dauer der Premium-Mitgliedschaft. Mit Stand Januar 2018 bietet journi seine Premium-Mitgliedschaft in Form von Abos für die Dauer von 1, 6 oder 12 Monaten an. Abos erneuern sich nach Ablauf der Periode automatisch und sind jederzeit kündbar. Zum Funktionsumfang gehören:
- Offline-Funktionalität
- Upload der Bilder in bester Qualität
- Synchronisierung und Verfügbarkeit der Inhalte zwischen mehreren Geräten
- Export zu Dropbox und Google Drive
- keine Promotions
- Spezial-Angebote
- Support innerhalb von 24 Stunden

## Auszeichnungen
2014 gewann Journi den Content Award in der Kategorie Apps und wurde als App des Jahres von MobileMonday Österreich ausgezeichnet.
2017 erhält Journi den Phönix (Österreichischer Gründerpreis) in der Kategorie Frauen.
2019 erhält Journi von der Wirtschaftskammer Österreich und dem Österreichischen Wirtschaftsministerium im Rahmen des 4GameChangers Festival die Auszeichnung: Born Global Champion.
2019 wird Journi als Ausgezeichnetes Unternehmen von der Stadt Wien prämiert.

## Kritik
Die Automatisierung von Abläufen wie bei der journi-App das Erstellen von Reiseberichten und Fotobüchern bietet Vor- und Nachteile. Als großer Vorteil gilt Zeitersparnis. Als Nachteil ist eine eingeschränkte Anpassbarkeit (Flexibilität) zu nennen. Letzteres hat dazu geführt, dass journi seine Produkte 2017 für manuelle Anpassungen schrittweise geöffnet hat. So sind Veränderungen in der Timeline wie z. B. Zeit und Ort, oder Veränderungen des Fotobuchlayouts z. B. Ausblenden von Inhalten und Verändern der Position von Inhalten, möglich.